# Vashosszúfalu
Vashosszúfalu [ˈvɒʃhosːuːfɒlu] (deutsch Eisen-Langendorf) ist eine Gemeinde im Komitat Vas in Ungarn und gehört dort zum Kreis Sárvár. Noch Ende des 19. Jahrhunderts hieß der Ort nur Hosszúfalu oder auf Deutsch Langendorf in der Goldau. Der Komitatsname Vas als Zusatz kam erst im 20. Jahrhundert hinzu, um den Ort von anderen Orten dieses Namens in anderen ehemals ungarischen Landesteilen zu unterscheiden, zum Beispiel im Osten des heutigen Slowenien (slowen. Dolga vas, Gemeinde Lendava) oder in Siebenbürgen (heute Stadtteil von Săcele).
Der Ort hat die typische Form eines langgezogenen Straßendorfes. Die Zahl der Einwohner beträgt  356 (Stand 2011). Die Fläche der Gemeinde umfasst 13,92 km².
Das Dorf liegt einen Kilometer nördlich der Europastraße 66, die Graz mit Székesfehérvár verbindet und etwa fünf Kilometer westlich von der Stelle, an der sich diese ostwestlich verlaufende Verkehrsader mit der touristisch wichtigen Fernverkehrsstraße 84 kreuzt, die von Sopron an den Balaton führt. Von Vashosszúfalu in die Kreisstadt Sárvár sind es 23 Kilometer.
Einen knappen Kilometer außerhalb des Ortes befindet sich die ehemalige Puszta Ódorfa, früher als Szentódorfa (Szent Ódor-falva oder Zenthodorfalwa) ein selbständiger Ort. Die alte Namensendung -falva legt nahe, dass dieser Ort bereits zur Zeit der Árpádenherrschaft gegründet wurde. Hier befand sich früher eine dem als Heiligen Ulrich (ungar. Òdor) verehrten Bischof Ulrich von Augsburg geweihte Kirche, von der allerdings keine Reste mehr erhalten sind.

## Geschichte
Die beiden Siedlungen werden im 15. Jahrhundert erstmals erwähnt und befanden sich damals zunächst im Besitz des ungarischen Heerführers Pál Kinizsi und des Grafen István Szapolyai, der sie an Tamás Bakócz, den Bischof von Győr und späteren Primas von Esztergom, verpfändete. Von ihm wurden sie an den Grafen Péter Erdődy vererbt. Diese Magnatenfamilie hatte die Grundherrschaft bis zum Zweiten Weltkrieg inne. Sie unterhielt u. a. in Ódorfa einen Gutshof mit Jagdhaus, dessen Gebäude noch teilweise erhalten sind, sowie eine Ziegelei, die weite Teile des Komitats mit Baumaterialien versorgte.

## Sehenswürdigkeiten
- Römisch-katholische Kirche Szent Vendel, erbaut 1774
- Szent István-Statue